# 大澤数人
大澤 数人（おおさわ かずと、1984年8月14日 - ）は、日本の俳優。愛媛県出身。フリー。

## 経歴
大学では4年間、写真について学ぶ。
中学生の頃から映画の世界に憧れていたといい、23歳の時、衣装の仕事をしていた当時の恋人からの紹介で自主映画に出演し、これが役者としての初活動となった。「大澤に合う役があるから紹介したい」という切っ掛けだったが、演じた役柄は「兄を殺す役」だった。
その後、水野晴郎映画塾に参加。2010年に熊切和嘉監督の短編映画『鶴園家のめまい』に出演し、自分の母親の葬儀の席で笑う役を演じた。このほかの作品で童貞の役を演じたというが、10年間でこれら3本しか演技の仕事をしていなかった。
松竹ブロードキャスティングのオリジナル映画製作プロジェクト第2段である橋口亮輔監督『恋人たち』のワークショップを受けたことで刺激を受け、以降の同プロジェクトのオーディションにも参加しようと決意する。しかし、以降は毎回締め切りまでに応募が間に合わず不参加が続き、第7弾で上田慎一郎が監督を務めることを知り、2018年のこの募集には応募を間に合わせた。
同プロジェクト第7弾の書類審査時、上田の妻・ふくだみゆきの目に留まり、「異様に気になる」「私の作品で活きる人ではないかもしれないけど、上田の作品なら主人公になりえそうだな」といった理由で書類審査を通過。オーディションで対面してからは、監督の上田から、演じているときも演じていないときも目を離せない存在として気に入られ、「次にどういう動きをするのか、どういう言葉が飛び出すのか全く予想ができなくて、「もっとこの人を知りたい。見てみたい」という気持ちがあった」と上田は語っている。最終的に約1500通の応募の中から最終選考15名に残り、前述のとおり演技経験が少ないながらも、映画『スペシャルアクターズ』の主演に大抜擢された。同映画は2019年10月18日に松竹配給によって全国148館で劇場公開された。
映画『スペシャルアクターズ』では、緊張すると気絶してしまう弱点を持つ、売れない役者の役を演じた。演技経験が少ない中での長編映画の主演だったことから、大澤自身も猛烈な緊張とプレッシャーに襲われながらの撮影となり、監督の上田はこの映画について「緊張して演じているので、彼の闘いのドキュメントでもあります」と語っている。映画で気絶する役を演じたことから、同年11月16日放送『芸能人が本気で考えた!ドッキリGP』（フジテレビ）では「気絶俳優」と紹介され、いとうまい子、ワタリ119やフジテレビアナウンサーの前で突然気絶してしまうドッキリの仕掛人として出演した。

## 人物
兄と妹がいる。両親は、大澤が上京してから役者活動を行っているとは知らず、朝の情報番組で映画『スペシャルアクターズ』の予告を見て初めて知ったという。
ふくだみゆきは、とにかく気になる存在であると語り、「ずっと何か不思議な力に守られていたのではないかと思うほど、ピュア」と表現している。共演者の津上理奈も「数人さんは数人さんという生き物」と表現している。準主役を演じることとなった河野宏紀も、ワークショップでは誰にも負けていないと思っていたが、大澤を見たときに「この人には勝てないと認めざるを得ない」と感じたと語っている。
『ドッキリGP』を担当している放送作家の高須光聖は、気絶の演技を大絶賛している。
普段は映画のチケットのもぎりのアルバイトをしている。家が好きとのことで休みの日は家に居て、読書や家の中で映画を観たりして過ごす。
共演したい役者に蒼井優、満島ひかり、染谷将太、安藤サクラを挙げ、間近で演技を見てみたいと語っている。

## 出演

### 映画
- 愛は、ずぼん（2007年、監督：古謝甲奈）
- キネマの高円寺（2008年、監督：藤光佳孝）　※ブラボー国際映画祭特別賞
- +1（プラスワン）vol.3「鶴園家のめまい」（2010年7月3日公開、アプレ、監督：熊切和嘉）[2][15]
- スペシャルアクターズ（2019年10月18日公開、松竹、監督：上田慎一郎） - 主演・大野和人 役[1]

### テレビ番組
- 芸能人が本気で考えた!ドッキリGP（2019年11月16日、フジテレビ）「気絶演技ドッキリ」

### CM
- BOOK・OFF 心くんの指導「大盤振る舞い」篇・「儲ける気あんのか」篇・「あやしく」篇（2019年12月） - 阿部 役[16]
- カメラのキタムラ リユース「リユース路地裏」篇（2022年4-5月）[17]
- カプコン モンスターハンターライズ：サンブレイク「はやく狩りたい山田裕貴さん」篇（2022年6月）[18]
- UNDAWN（2023年）
- ホットペッパービューティー「復活」篇（2023年6月） - 美容師 役

### その他
- ELLE Japan【新人記者が突撃密着！】冨永愛に迫る「美と健康」ルーティン with Lypo-C（2023年）